# 沥心沙大桥

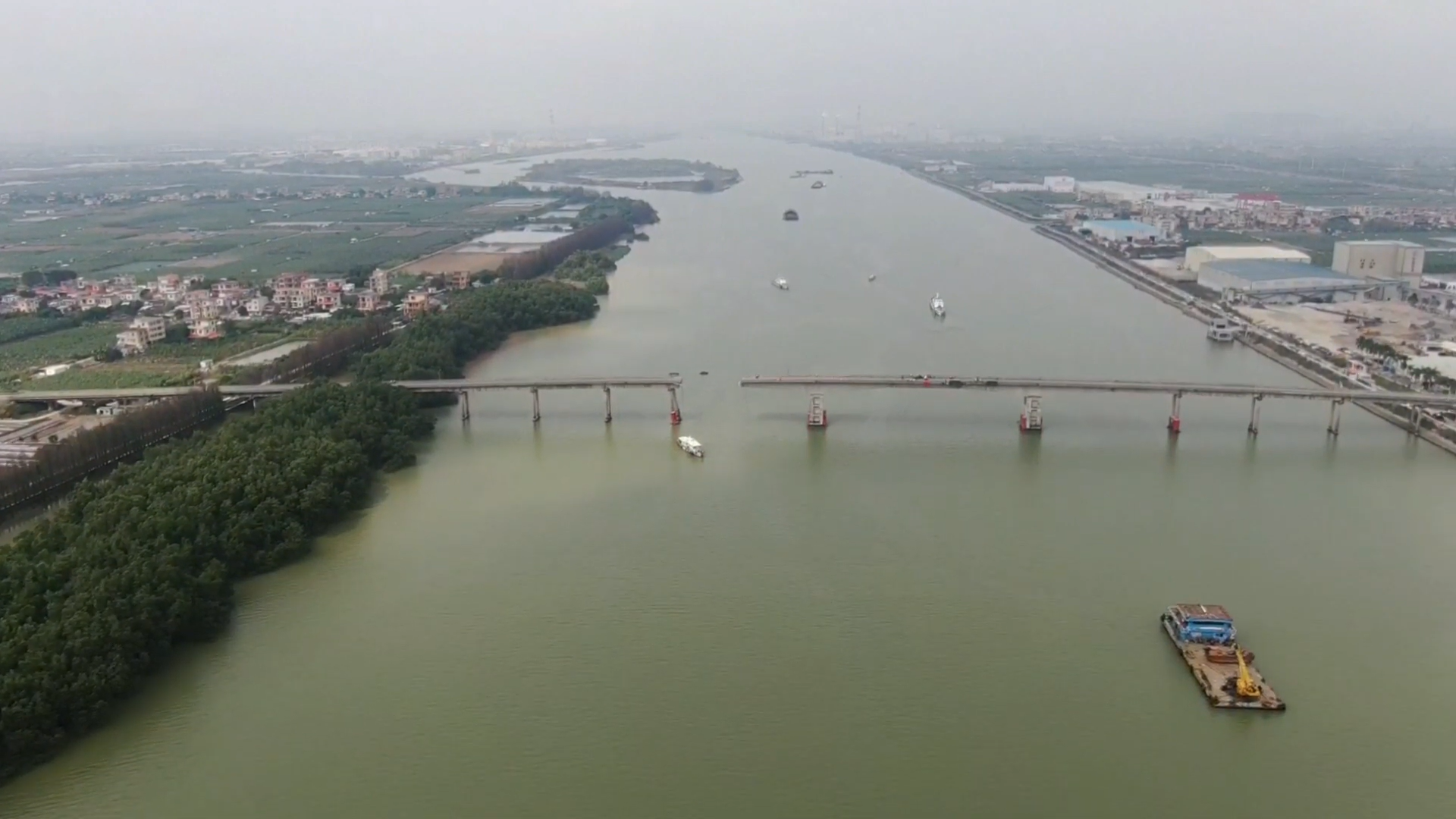
遭撞击后的沥心沙大桥（2024年2月22日）

沥心沙大桥工程名洪奇沥二桥，又称沥心岛大桥、三民岛大桥、洪奇沥第二大桥，是位于中華人民共和國广州市南沙区万顷沙镇的一座跨越洪奇沥水道的橋樑，连接九涌及三民岛（前称“沥心沙”）。大桥是三民岛连接外界唯一的陆路通道，桥上亦设有三民岛唯一的供水管道。
桥梁全长787米，桥宽9.8米，桥面设双向2车道，沒有人行道。桥梁有一正两副通航孔。

## 歷史
大桥于1994年4月建成通车。
2009年，该桥进行维修加固，提高了桥梁荷载等级。2019年，该桥因出现较严重病害，而被桥梁检测单位评定为四类桥，南沙区对沥心沙大桥实行了限制车货总重15吨以上车辆通行措施。2020年加固工程完工后，沥心沙大桥升为二类桥，技术状况处于良好状态，车辆限重也提升至20吨。
2021年10月，广东省交通运输厅出具了《关于广州市南沙区通航桥梁防撞能力加固提升工程（沥心沙大桥、高新沙大桥）航道通航条件影响评价的审核意见》，原则同意在沥心沙大桥通航孔桥墩处（桥墩上下游侧）加装附着式防撞设施。上述工程中沥心沙大桥的防撞加固工程于2022年12月完工并投入使用。

### 事故
2024年2月22日5时30分左右，一艘集装箱船撞擊沥心沙大桥桥墩，導致沥心沙大桥桥面断裂。
2024年5月23日，沥心沙大桥应急抢修工程完成架梁施工。6月22日10时，沥心沙大桥恢复全面通行。9月24日12时，沥心沙大桥桥区水域恢复船舶通航。

## 註释
1. 1 2  根据中华人民共和国行业标准《公路桥涵养护规范》（JTG 5120-2021），公路桥梁技术状况评定等级从优到劣分为1类至5类。本文提及的四类及二类分别对应标准中的“差”和“较好”状态。